# Волин, Всеволод Михайлович
Все́волод Миха́йлович Во́лин (настоящая фамилия — Эйхенба́ум; 11 (23) августа 1882, Тихвин, Новгородская губерния, Российская империя — 18 сентября 1945, Париж, Франция) — российский анархо-синдикалист, революционер, публицист. Брат литературоведа Бориса Эйхенбаума.

## Биография
Родился в образованной семье земских врачей в Тихвине (по другим данным — в Воронеже). Его дед — Яков Моисеевич Эйхенбаум (12 октября 1796 — 27 декабря 1861), известный еврейский просветитель и литератор, инспектор казённых раввинских училищ и еврейских школ в Кишинёве, Одессе и Житомире.
Волин, как и его младший брат Борис, с детства свободно владел французским и немецким языками. После окончания гимназии переехал в Санкт-Петербург, чтобы учиться на юриста. В 1904 году покинул университет, вступил в Партию социалистов-революционеров и присоединился к революционному рабочему движению.
Занимаясь просветительской деятельностью в рабочей среде, Волин познакомился с Георгием Гапоном и принял участие в демонстрации рабочих в «Кровавое воскресенье», что радикализировало его взгляды. Во время революции 1905 года вместе с Георгием Носарём принял участие в создании первого Совета рабочих депутатов, в результате чего был арестован.
После побега из-под ареста в 1907 году Волин эмигрировал во Францию, где в 1911 году присоединился к небольшой анархистской группе Аполлона Карелина. Во время Первой мировой войны, опасаясь ареста за антивоенную агитацию во Франции, в 1916 году перебрался в Нью-Йорк. После Февральской революции 1917 года он вернулся в Россию.
Во время Гражданской войны в России Волин принимал участие в деятельности конфедерации украинских анархистов «Набат» и тесно сотрудничал с Нестором Махно. В январе 1920 года он был арестован большевиками в Кривом Роге, вскоре выпущен по соглашению советского правительства с Махно. Затем последовал повторный арест, но Волина освободил съезд Профинтерна, часть делегатов которого выступила за амнистию анархистов. После этого Волин был выслан из страны. Живя некоторое время в Берлине, он написал ряд работ по истории анархистского движения в России, а также перевёл на немецкий язык и снабдил предисловием «Воспоминания» Нестора Махно и «Историю махновского движения» Петра Аршинова. Через некоторое время Волин получил приглашение в Париж от Себастьяна Фора, где принял участие в работе над анархистской энциклопедией.
Перед Второй мировой войной умерла его гражданская жена Анна Григорьева. Фашистская оккупация Франции вынудила Волина скрываться и часто менять место жительства, в результате чего у него обострился застарелый туберкулёз. В феврале 1941 года вместе с анархистом Андре Аррю он организовал в Марселе подпольную интернациональную анархистскую группу, которая вела агитацию против всех вооющих сторон; писал и распространял брошюры и листовки, в июне 1943 года редактировал нелегальный журнал «Рэзон», участвовал в подпольном анархистском съезде в Тулузе в июле 1943 года. Он призывал трудящихся восстать против войны и всех участвующих в ней государств и правительств и совершить социальную революцию.
В сентябре 1945 года Волин скончался.
Главный труд его жизни — «Неизвестная революция, 1917-1921», законченный в 1940 году и написанный на французском языке, был издан посмертно в 1947 году.